# Blystöpning

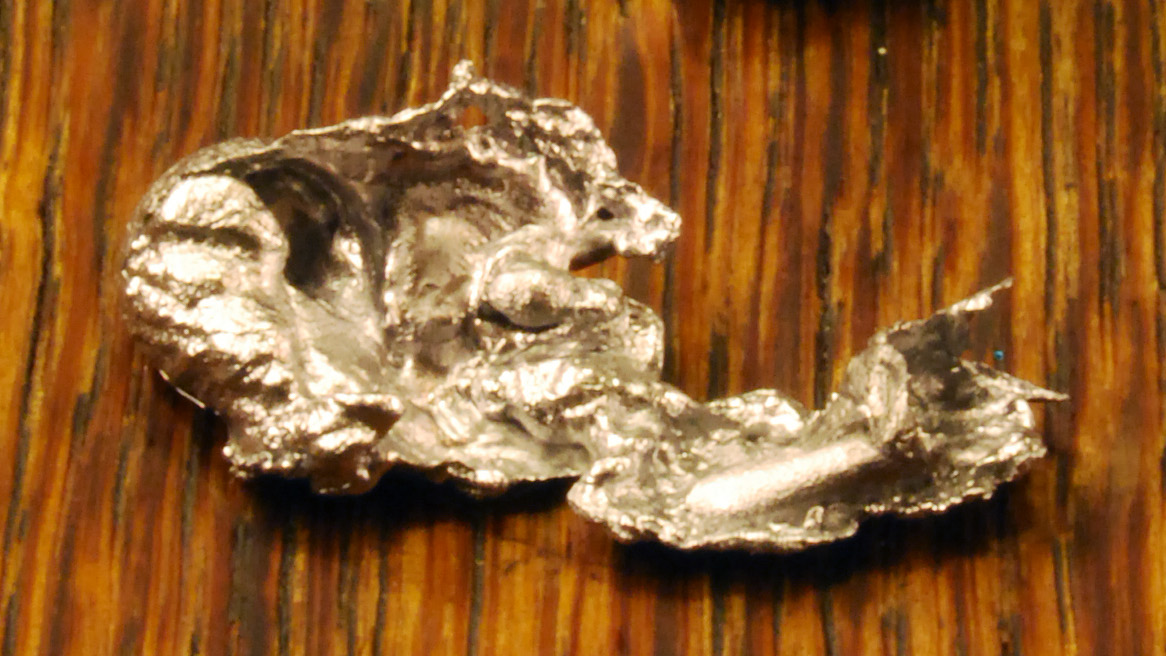
Smält bly efter att ha doppats i vatten.

Blystöpning har inom folkmedicinen använts både för att diagnostisera och bota sjukdomar.
Genom att hälla smält bly i vatten skapades figurer som kunde avslöja orsaken till en sjukdom. Blystöpning användes även för att driva ut det onda väsen som orsakade sjukdomen, till exempel genom att slå det smälta blyet genom ett saxhandtag eller hålet i en brödkaka. De kloka gummor som var specialiserade på denna metod kunde kallas "smältkärringar" eller "blygummor".
Att som en sällskapslek stöpa bly för spådom på nyårsnatten är en senare företeelse.